# Jigsaw (serveur)
Pour les articles homonymes, voir Jigsaw.
Jigsaw est un serveur Web open source développé par le W3C. Il succède au CERN httpd, le tout premier logiciel serveur web.

## Plateforme
Jigsaw est utilisable dans n'importe quel environnement proposant l'utilisation de Java. Il gère HTTP/1.1 et constitue une implémentation de référence pour le W3C et une plate-forme expérimentale pour la communauté Internet. Le serveur est configurable via des formulaires HTML, et de nouvelles classes Java peuvent être ajoutées à la volée. Jigsaw est un serveur web.
La première version publiée était la 1.0alpha1, sortie en juin 1996, et la version 2.0.0 a été achevée le 24 décembre 1998. La dernière version publiée est la 2.2.6 le 10 avril 2007.